# John Entwistle
Pour les articles homonymes, voir Entwistle.
John Alec Entwistle, né le 9 octobre 1944 à Chiswick dans le borough londonien de Hounslow et mort le 27 juin 2002 à Paradise dans l'État du Nevada aux États-Unis, est un musicien et producteur britannique. Il est le bassiste du groupe rock The Who, de 1964 à son décès.
Il est considéré comme l'un des plus talentueux et importants bassistes de tous les temps. Développant des techniques de jeu qui ont fait école, il a changé la perception et la place de la basse au sein d'un groupe rock, marquant dès 1965 le premier succès des Who - My Generation  - d'un solo exécuté à une vitesse étonnante pour l'époque.
En 2000, la revue anglaise Guitar magazine l'a consacré « meilleur bassiste du millénaire », tandis qu'en 2011, les lecteurs de Rolling Stone Magazine l'ont élu meilleur bassiste de tous les temps.

## Biographie
John Alec Entwistle est né à Chiswick, dans la banlieue de Londres, en 1944. Pendant son enfance, il apprend en autodidacte à jouer de la trompette, du cor et du piano, instruments qui seront utilisés ultérieurement dans de nombreuses compositions des Who. Il apprend ensuite la guitare, mais se sent rapidement attiré par le son grave et puissant de la basse, et passe donc à la « quatre cordes ».
Son ami d'enfance Pete Townshend et lui-même sont recrutés par Roger Daltrey pour former, au début des années 1960, le groupe The Detours. En 1964, le batteur Keith Moon les rejoint et le groupe adopte son nom définitif, The Who. De bonne constitution, Entwistle acquiert le surnom d'Ox, « le Bœuf ». Sur scène, il adopte une posture parfaitement stoïque, qui contraste aussi bien avec le chaos causé par ses trois acolytes qu'avec la rapidité des mouvements de ses doigts qui lui ont valu un autre surnom, « Thunderfingers ».
John Entwistle a écrit quelques chansons pour les Who, comme Cousin Kevin, My Wife, Boris the Spider ou Heaven and Hell (cette dernière ouvre la plupart des concerts du groupe). Leurs paroles reflètent son goût pour l'humour noir. À côté de son travail avec les Who, Entwistle publie plusieurs albums solo au début des années 1970.
John Entwistle meurt le 27 juin 2002 à Las Vegas, la veille du premier concert d'une tournée des Who aux États-Unis. Le médecin légiste de Las Vegas a déclaré que cette mort était due à une crise cardiaque, à la suite d'une prise de cocaïne. Le bassiste gallois Pino Palladino le remplace sur scène.

## Caractéristiques musicales
La contribution majeure d'Entwistle au rock est d'avoir élevé la basse électrique au rang d'instrument de premier plan, en opposition à une approche plus conventionnelle. Doté d'une forte personnalité, il a su développer un jeu original, d'abord au médiator, puis aux doigts, pratiquant des arpèges et des riffs rapides, agressifs et très inventifs à un volume sonore assourdissant. Son jeu de basse prend toute son ampleur sur scène, comme lors du passage des Who au Rolling Stones Rock and Roll Circus en 1968, ou lors de l'enregistrement du concert Live At Leeds en 1970. Lors des concerts, Entwistle et Pete Townshend échangent souvent leur rôle : Entwistle jouant rapidement des lignes mélodiques, comme un soliste, pendant que Townshend rajoute des parties rythmiques au morceau. Entwistle a aussi été un pionnier dans l'utilisation des roundwound steel bass strings développées spécialement pour lui, par la Rotosound company.
Entwistle maîtrise, outre la basse, des instruments aussi différents et techniques que la trompette, le cor, le mellophone et le piano. Sa technique musicale s'est révélée irréprochable. Entwistle ancrait le groupe dans le tempo lors des concerts, par sa régularité impeccable, donnant la mesure tout en accompagnant Pete Townshend dans ses improvisations.
Plus prosaïquement, Entwistle utilisait indifféremment le médiator ou le jeu aux doigts, parfois au sein de la même chanson.
Entwistle a aidé au développement du son percutant de la basse, créant une technique inhabituelle dite de typewriter, bien des années avant que le slap soit introduit par le pionnier du funk Larry Graham. Ce son percutant est évident dans le solo de basse de 1965, enregistré sur le single des Who : My Generation (disponible sur l'album My Generation).
Entwistle chantait fréquemment sur scène et en studio, assurant le plus souvent les chœurs avec Pete Townshend, ou doublant le chant de Daltrey. Il a ainsi chanté les parties de falsetto très présentes notamment dans les chansons A Quick One, While He's Away, I Can't Explain, Happy Jack…
Entwistle assurait, d'autre part, le chant principal sur la plupart de ses compositions, introduisant au sein des Who le chant guttural, présent notamment sur Boris The Spider.
Par ailleurs, John, qui s'était pourtant adapté au rock et au jazz, détestait le rap. On lui doit ces mots secs et sans équivoque : « Je ne peux pas supporter le rap… », « Ceux qui ne savent pas chanter rappent… », « On peut chanter la rébellion aussi bien que la parler… », « Hitler aurait été dans un groupe de rap »…

## Influences
Les influences de John Entwistle sont rapportées par lui-même comme étant une combinaison de guitaristes de rock & roll comme Duane Eddy et Gene Vincent, de soul et de bassistes de R&B comme James Jamerson. Sa formation musicale l'a amené à savoir maîtriser le cor, la trompette et le piano.
En amenant la basse au premier plan, Entwistle a été le modèle de très nombreux musiciens dont Lemmy Kilmister, Steve Harris, Les Claypool, Geddy Lee, Noel Redding ou Chris Squire.

## Matériel
Entwistle fabrique son premier instrument (une copie de Fender Precision), en 1960, puis utilisera une grande variété de modèles : Rickenbacker Rose Morris, Gretsch 6070, Mosrite Ventures bass, Danelectro Longhorn, Fender Jazz Bass, Gibson EB-3, Fender Bass VI. À partir de 1966/67 il utilisera principalement des Fender Precision jusqu'en 1969 lors de l'enregistrement de Tommy. Puis la nécessité de fournir un son plus puissant pour de grandes salles avec un public de plus en plus nombreux va lui faire adopter la Gibson Thunderbird jusqu’en 1974. Enfin, il utilisera des Alembic conçues selon ses spécifications avec sortie stéréo de 1975 à 1984 et Warwick Buzzard depuis 1985.
Il se fit construire ou adapter de nombreux modèles "Frankenstein", "Explorer-Birds". Peter Cook lui a créé la “Flame” bass et la “Lightning Bolt” en forme d'éclair. Hans Peter Wilfer, le fondateur de la marque Warwick a conçu selon ses spécifications le modèle Buzzard dont la silhouette évoque celle d'un oiseau de proie.
Collectionneur compulsif d'instruments il possédait près de deux cents guitares et basses à sa mort. On peut en avoir un bon aperçu dans l'ouvrage : "Bass Culture : The John Entwistle Guitar Collection" Sanctuary Publishing, Ltd
Amplification : Au fur et à mesure de l'évolution technique du matériel, Entwistle est passé du Vox AC15 aux amplis Marshall, Hiwatt, Sunn puis Ashdown. L'utilisation de la sortie stéréo des Alembics lui permit d'employer deux systèmes d'amplification avec des réglages différents. Pete Townshend a mentionné que John fut le premier à utiliser un ampli Marshall. "Once John had a Marshall he was so loud, I had to get one," Un jour, John a acquis un Marshall, ça sonnait tellement fort, je devais m'en procurer un à mon tour.

## The Best
De 1990 à 1994, John se joint au groupe The Best avec Keith Emerson aux claviers, les guitaristes Jeff Skunk Baxter des Doobie Brothers et Joe Walsh des Eagles, ainsi que le batteur Simon Phillips. S'ils n'enregistrent aucun album studio, ils ont toutefois publié un album live ainsi qu'un DVD en 2010 qui témoigne d'un concert donné à Yokohama au Japon le 9 septembre 1990. A travers les chansons et pièces instrumentales de chacun des musiciens du groupe, John y interprète deux de ses compositions, My wife et Boris the spider.

## Discographie

### Solo

#### Albums studio
- 1971 : Smash Your Head Against the Wall
- 1972 : Whistle Rymes
- 1973 : Rigor Mortis Sets In
- 1975 : Mad Dog
- 1981 : Too Late the Hero
- 1996 : The Rock
- 2000 : Music from Van Pires

#### Albums en concert
- 1997 : King Biscuit Flower Hour Presents In Concert: John Entwistle - Enregistré live au Spectrum de Philadelphie, le 15 Mars 1975.

#### Compilations
- 1996 : Thunderfingers: The Best of John Entwistle
- 1996 : Anthology
- 2005 : So Who's the Bass Player? The Ox Anthology

### The John Entwistle Band
- 1999 : Left For Live - 2 CD Enregistré en concert en 1998/1999 durant une tournée aux États-Unis.
- 2000 : Music From Van-Pires - Avec Keith Moon à la batterie sur une chanson.

### Participations
- 1974 : The History Of The Bonzos de Bonzo Dog Band - John et Keith Moon sur la pièce Suspicion.
- 1977 : One of the Boys de Roger Daltrey - Chant sur Avenging Annie et sur la pièce-titre.
- 1980 : McVicar Bande Originale du film éponyme.
- 1984 : cuivres sur T'as qu'ces mots du groupe français Téléphone
- 1994 : A Celebration: The Music of Pete Townshend and The Who de Roger Daltrey - John basse sur The Real Me.
- 1997 : Ringo Starr and His Third All-Starr Band-Volume 1 De Ringo Starr & The All Star Band. Enregistré au Budokan de Tokyo au Japon. John chante Boris the Spider en plus d'accompagner le groupe à la basse. Avec Ringo Starr et son fils Zak Starkey à la batterie, Randy Bachman et Mark Farner à la guitare, Billy Preston et Felix Cavaliere aux claviers ainsi que  Mark Riviera au saxophone.
- 1999 : The Songs Of The Pioneers de The Pioneers With Special Guest John Entwistle.
- 2001 : The Anthology... So Far de Ringo Starr - John sur Boris the Spider. - Compilation
- 2001 : The Best Of Ringo Starr And His All Starr Band So Far... de Ringo Starr. - Compilation
- 2010 : The Best - Album et DVD du concert ayant eu lieu le 26 septembre 1990 à Yokohama au Japon avec Keith Emerson aux claviers, Jeff Baxter et Joe Walsh à la guitare, John à la basse et Simon Phillips à la batterie.
- 2020 : Bubblerock Is Here To Stay! (The British Pop Explosion 1970-73) - Artistes variés - John et Keith Moon sur Suspicion. - Compilation